# Trendelenburgs tecken
Trendelenburgs tecken är ett symptom hos människor med svaga abduktormuskler i höften. Muskeln som är dysfunktionell är M. gluteus medius. Tecknet är namngivet efter den tyske kirurgen Friedrich Trendelenburg. Positivt Trendelenburgs tecken föreligger när en person i gångfasen lutar överkroppen mot den svaga sidan då den bär kroppstyngden. Det andra benet som skall svingas fram för nästa stegisättning lyfts normalt av det andra benets abduktion av höften, som nu är försvagade. Lutningen av överkroppen försöker kompensera för detta. 